# Danske monarkers titler
 Der er for få eller ingen kildehenvisninger i denne artikel, hvilket er et problem. Du kan hjælpe ved at angive troværdige kilder til de påstande, som fremføres i artiklen.

Danske monarkers titler er en gammel tradition, der oprindelig fortalte hvilke landområder regenten var herre over. Med tiden blev titlerne mere en slags pynt end en egentlig information, for da de tyske landområder, Slesvig, Holsten, og Lauenborg blev tabt til tyskerne i 1864, ophørte de danske konger med at være regerende fyrster i disse, ligesom de øvrige titler for længst var blevet rent symbolske (de Venders og Goters, Oldenborg, Delmenhorst, osv.).
Alle de tidligere danske kongetitler forsvandt med Margrethe 2.s tronbestigelse i 1972. Indtil da havde der hørt mange titler, især tyske hertugtitler, til den danske kongetitel. Til gengæld er der senere kommet en ny grevetitel til, Greve af Monpezat, som Dronning Margrethe tildelte Kronprins Frederik og Prins Joachim 30. april 2008. Siden 14. januar 2024 hedder Danmarks regent derfor Frederik André Henrik Christian, Hans Majestæt Kongen, greve af Monpezat.
Titlerne Konge af Færøerne og Konge af Grønland findes ikke, da Færøerne og Grønland er en del af Kongeriget Danmark.

## Danske monarkers titler
| År          | Regent(er)                  | Titel |
| ----------- | --------------------------- | --- |
| Indtil 1185 | Indtil Knud 6.              | Af Guds Nåde Konge til Danmark |
| 1185-1361   | Knud 6. – Valdemar Atterdag | Af Guds Nåde Konge til Danmarks og de Venders |
| 1361-1380   | Valdemar Atterdag – Oluf 2. | Af Guds Nåde Konge til Danmark, de Venders og Gothers |
| 1380-1385   | Oluf 2.                     | Af Guds Nåde Konge til Danmark og Norge, de Venders og Gothers |
| 1385-1387   | Oluf 2.                     | Af Guds Nåde Konge til Danmark og Norge, de Venders og Gothers, sand Arving til Sveriges Rige                                                                       |
| 1387-1412   | Margrete 1.                 | Fuldmægtig Frue og Husbonde og det ganske Rigets af Danmarks Formynder                                                                                              |
| 1397-1439   | Erik af Pommern             | Af Guds Nåde Konge til Norge, Danmark og Sverige, de Venders og Gothers, Hertug af Pommern                                                                          |
| 1439-1448   | Christoffer af Bayern       | Af Guds Nåde Konge til Danmark, Sverige og Norge, de Venders og Gothers, Pfalzgreve af Neumarkt-Rhinen (palantz greve paa Rein), Hertug i Bayern (hertugh i Beyern) |
| 1448-1474   | Christian 1.                | Af Guds Nåde Konge til Danmark, Norge og Sverige, de Venders og Gothers, Hertug udi Slesvig, Greve udi Holsten, Stormarn og Oldenborg                               |
| 1448-1523   | Christian 1. – Christian 2. | Af Guds Nåde Konge til Danmark, Norge og Sverige, de Venders og Gothers, Hertug udi Slesvig, Holsten og Stormarn, Greve udi Oldenborg                               |
| 1523-1559   | Frederik 1. – Frederik 2.   | Af Guds Nåde Konge til Danmark og Norge, de Venders og Gothers, Hertug udi Slesvig, Holsten og Stormarn, Greve udi Oldenborg                                        |
| 1559-1774   | Frederik 2. – Christian 7.  | Af Guds Nåde Konge til Danmark og Norge, de Venders og Gothers, Hertug udi Slesvig, Holsten, Stormarn og Ditmarsken, Greve udi Oldenborg og Delmenhorst             |
| 1774-1814   | Christian 7. – Frederik 6.  | Af Guds Nåde Konge til Danmark og Norge, de Venders og Gothers, Hertug udi Slesvig, Holsten, Stormarn, Ditmarsken og Oldenborg                                      |
| 1814-1815   | Frederik 6.                 | Af Guds Nåde Konge til Danmark, de Venders og Gothers, Prins af Rügen, Hertug til Slesvig, Holsten, Stormarn, Ditmarsken og Oldenborg                               |
| 1815-1918   | Frederik 6. – Christian 10. | Af Guds Nåde Konge til Danmark, de Venders og Gothers, Hertug til Slesvig, Holsten, Stormarn, Ditmarsken, Lauenborg og Oldenborg                                    |
| 1918-1944   | Christian 10.               | Af Guds Nåde Konge til Danmark og Island, de Venders og Goters, Hertug til Slesvig, Holsten, Stormarn, Ditmarsken, Lauenborg og Oldenborg                           |
| 1944-1972   | Christian 10. – Frederik 9. | Af Guds Nåde Konge til Danmark, de Venders og Goters, Hertug til Slesvig, Holsten, Stormarn, Ditmarsken, Lauenborg og Oldenborg                                     |
| 1972-2024   | Margrethe 2.                | Af Guds Nåde Danmarks Dronning |
| 2024-       | Frederik 10.                | Af Guds Nåde Danmarks Konge |

## Titlernes historie og betydning

### Af Guds Nåde
"Af Guds Nåde" er indført i middelalderen. Det er ikke en egentlig titel, men er mere en slags bevis på at Gud har overført sin guddommelige kraft og udvalgt kongen til at bestemme over sine undersåtter. Det var især i brug omkring enevælden, hvor princippet var "at kun Gud er over Kongen". Titlen mistede sin betydning ved folkestyrets indførelse, men bruges stadig på grund af traditionen.

### Kongetitlerne
Konge til Danmark
Har altid hørt til den danske kongetitel, omend den sædvanlige form i middelalderen var 'Danernes konge'. På Den Lille Jellingsten betegner Gorm den Gamle er "Kunukr" dvs. konge, og på forsiden af stenen står der "Tanmaurk" altså Danmark. Gorm var altså "Konge af Danmark".
Dronning Margrethe fik titlen "Danmarks Dronning".
Konge til Norge
Blev indført med Oluf 2.s tronbestigelse af Norge i 1380. Titlen var en del af kongetitlen indtil Norge blev overgivet til Sverige, ved Freden i Kiel i 1814. Titlen som "arving til Norge" er helt op til nutiden ført af de slesvig-holstenske hertuglinjer.
Konge til Sverige
Blev indført ved Kalmarunionens grundlæggelse i 1397 og varede til Sverige erklærede sig helt selvstændigt i 1523.
Oluf 2. kaldte sig "sand Arving til Sverige, da han mente at være nærmeste arving til den svenske trone gennem sin farfar, Magnus Eriksson af Sverige.
Konge til Island
Island dannede i 930 en fristat, som var uafhængig af andre nordiske lande, men de kom i 1262 under den norske konge Håkon 4. Håkonsson. Da Danmark og Norge fik fælles regent fra 1380, blev Island regeret af de senere "dansk-norske" konger. Da den dansk-norske konge Frederik 6. senere tabte Norge, fik han lov til at beholde Færøerne, Island og Grønland. Island blev i 1918 et selvstændigt land under den danske krone, og blev derfor benævnt "Kongeriget Island". I 1944 erklærede de sig dog efter en folkeafstemning for en republik, og den danske konge holdt op med at titulere sig som "konge til Island". Denne titel er den kongetitel, der fungerede i kortest tid. Fra 1918 til 1944, og kun under Christian 10.
de Venders Konge
Blev indført af Knud 6. efter erobringen af Pommern i 1185, som videreførte hans far Valdemar den Stores erobring af Rügen i 1168-69. Pommern var dansk til 1227, Rügen til 1325, men titlen blev ved med at være en del af den danske kongetitel indtil 1972.
Da Margrethe 2. besteg tronen, valgte hun ikke at føre titlen.
de Goters Konge
Blev indført med Valdemar Atterdags erobring af Gotland i 1361. Gotland blev tabt til svenskerne i 1645 (første gang) og igen i 1679, men den danske konge blev ved med at titulere sig "de Gothers Konge" til Margrethe 2.s tronbestigelse i 1972, da hun valgte ikke at føre titlen videre.

### Margrete 1.s titel
Margrete 1. fik aldrig titlen "Danmarks Dronning", da tronen kun kunne nedarves til mænd. Hun fik i stedet titlen: "Fuldmægtig Frue og Husbonde og det ganske Rigets af Danmarks Riges Formynder". Med den titel menes at den fulde magt lå hos hende, men at hun kun var formynder for den mindreårige Erik af Pommern.

### Hertug- og grevetitlerne
Hertug af Pommern
Den første danske hertugtitel kom med Erik af Pommerns tronbestigelse i 1397: "Hertug af Pommern", som var en titel, han havde arvet fra sin far, Vartislav 7. af Pommern. Titlen forsvandt dog allerede ved Christoffer af Bayerns tronbestigelse i 1439, da Christoffer ikke var arving til Pommern. Erik havde forøvrigt selv frasagt sig retten til den pommerske trone ved sin tronbestigelse, som var gået til hans farbror, så han blev aldrig herre over Pommern, men blev "titulær hertug".
Pfalzgreve ved Rhinen til Neumarkt, Hertug i Bayern
Da Christoffer af Bayern besteg tronen i 1439, overtog han titlerne: "Pfalzgreve ved Rhinen til Neumarkt" og "Hertug i Bayern" fra sin far, og arvede ikke Erik af Pommerns hertugtitel, idet han ikke var en agnatisk slægtning. Da han imidlertid var barnløs, arvede ingen senere konger hans titler.
Med datidens stavemåde var hans titel (som dansk konge): Christoffer meth gudhs nadhe Danmarcs Wendis oc Gotes koning palantz greve paa Rein oc hertugh i Beyern. Siden 1799 har nogle ikke-regerende slægtninge til kurfyrsterne og kongerne af Bayern kaldt sig hertuger og hertuginder i Bayern. Således kalder hustruen og døtrene til Max Emanuel, hertug i Bayern (født 1937) sig for hertuginder i Bayern.
Hertug til Slesvig
I gamle dage var Sønderjylland eller Slesvig (landet mellem Kongeåen og Ejderen) en del af Det Danske Rige på linje med Jylland, Fyn, Skåne, Sjælland osv., og der blev udpeget "jarler af Sønderjylland" af den danske konge. En af de første kendte jarler af grænseegnene omkring Sønderjylland var Howi, der var jarl i Slesvig under Horik 1. og Horik 2. i 850'erne.
I 1119 blev Knud Lavard, som den første, udpeget til Sønderjysk hertug som lensmand under den danske konge. Man valgte senere (som det ses i andre hertugdømmer) at opkalde hertugdømmet efter hovedbyen, Slesvig. På det tidspunkt udpegede man også hertuger og grever af Halland, Fyn, Lolland osv, som lensmænd under den danske krone. Da Knud Lavard i var blevet myrdet i 1131 af Magnus den Stærke overtog han titlen under kong Niels. Magnus døde dog allerede 4 år efter, og lenet var dermed ledigt. Efter Valdemar den Store i 1147 under borgerkrigen havde overtaget titlen som lenstitel under Svend Grathe, blev det en tradition, at den regerende konges bror skulle være hertug i Slesvig (eller kongens søn, hvis kongen var enebarn) som lensmand under sin ældre bror. Dermed blev Abel af Danmark (Erik Plovpennings yngre bror) hertug efter Valdemar Sejrs død. Abel blev i 1250 konge af Danmark, men da han døde i 1252 sad hans søn Valdemar i fangenskab, og Christoffer 1. blev konge. Valdemar gjorde dog krav på titlen "Hertug af Slesvig" som erstatning for den danske trone, som han mente at være berettiget til. I 1253 overlod Christoffer ham Slesvig. Valdemar døde barnløs i 1257, og Christoffer nægtede at give hans bror Erik Abelsøn del i Slesvig. Christoffer døde dog i 1259, og ét år efter fik Erik Slesvig. Slesvig gik senere i arv til hans søn Valdemar, der fik hertugdømmet i 1283 efter mange forhandlinger og kampe. Erik 2. af Sønderjylland fik i 1312 krongodset i Sønderjylland tilkendt, og blev herre over hele området mellem Kongeåen og Ejderen, undtagen Ribe, der var bispesæde under kronen.
En holstensk greve, Gerhard 3. af Holsten blev pantherre i Jylland, og fik i 1326 indsat sin søstersøn Valdemar 3. (efterkommer af Abel), der var hertug i Slesvig, som dansk konge, mod at han underskrev håndfæstningen "Constitutio Valdemariana", hvori der stod "Danmark og Sønderjylland eller Slesvig er to forskellige Områder og Slesvig må ikke indlemmes i Det Danske Rige eller knyttes til Den Danske Krone, således at Nogen er Herre over dem begge". Valdemar afstod Slesvig til Gerhard, der dermed fik magten i hele af Jylland. Men kun seks år senere abdicerede kong Valdemar, Christoffer 2. blev konge, og Slesvig kom under Valdemar 3.s herredømme igen. Men kort tid efter lykkedes det Henrik 2. af Holsten & Klaus af Holsten (Gerhard 3.s sønner) at blive hertuger af Slesvig. Og med "Constitutio Valdemariane" var Henrik og Klaus sikret mod angreb fra den danske konge. Således kunne dem og deres efterkommere fortsætte med at være herrer over Slesvig. Henrik 2.s slægt fortsatte med at beherske Slesvig, indtil der kom stridigheder mellem Margrete 1. og Adolf 8. af Holsten. Margretes plan var at købe hertugdømmet tilbage til den danske krone bid for bid, men hun nåede kun at købe de kongerigske enklaver, før hun døde. Grandnevøen Erik af Pommern forsøgte at tage Slesvig med våbenmagt, men det lykkedes dog Adolf at genvinde Slesvig.
1448 døde Christoffer af Bayern og Adolf var den nærmeste arving. Han fik tilbudt tronen, men sagde nej til fordel for sin søstersøn Christian. Christian blev dansk, norsk og svensk konge og blev senere valgt til Slesvigsk hertug og Holstensk greve. Men der opstod et problem: I henhold til "Constitutio Valdemariana" "måtte Slesvig ikke indlemmes i Det Danske Rige eller knyttes til Den Danske Krone". Derfor besluttede man, at hertugdømmerne og Danmark skulle være to helt adskilte riger, som havde samme monark efter mecklenburgsk og pommersk forbillede. Det vil altså sige, at det eneste der knyttede de to riger sammen var kongen som person. Derfor blev kongens titel ændret, så han både var herre over Danmark, Slesvig og Holsten.
Det voldte en del problem, da folkestyret skulle indføres, og man havde planlagt en fælles forfatning for Danmark og hertugdømmerne. Slesvigerne og Holstenerne gjorde oprør, og Treårskrigen brød ud. Treårskrigen endte i første omgang med danske sejr, da Preussen trak sig ud af krigen, men der blev ikke vedtaget nogen forfatningsmæssig beslutning, der kunne tilfredsstille alle parter. Der var forhandlinger om at dele Slesvig, men tyskerne ville have en grænsen ved Aabenraa-Tønder (evt. Flensborg-Tønder), mens Danmark ville have grænsen Slien-Dannevirke-Ejder. I 1863 blev Slesvig indlemmet i Danmark, og 2. slesvigske krig brød ud. Denne gang blev det Det Tyske Forbund, der vandt krigen og tvang den danske konge til at afstå Slesvig, Holsten og Lauenburg i 1864.
Men efter at have hørt til Tyskland i 54 år, blev der lavet en folkeafstemning i Slesvig lige efter 1. Verdenskrig i 1920, Halvdelen af Slesvig var dansksindet, og Nordslesvig eller De Sønderjyske Landsdele blev danske.
Men da Margrethe 2. besteg tronen, kunne hun ikke føre titlen videre, og titlen forsvandt fra den danske regenttitel.
Greve til Holsten / Hertug til Holsten
Den første greve af Holsten af den Scauenburgske slægt (som Christan 1. nedstammer fra) var Adolf 1. af Holsten. Det lykkedes dog Valdemar Sejr af tage Adolf til fange, og kun sætte ham fri mod afståelse i hans nordtyske landområder. Adolf opgav Holsten, og trak sig tilbage til Schauenburg. Valdemar Sejr blev dog aldrig "greve af Holsten", for grevetitlen skulle arves, selvom han havde fået brev på Holsten af den tysk-romerske kejser Frederik 2.. Men Adolf 3.s søn Adolf 4. af Holsten fik generobret Holsten fra danskerne, ved at tage Valdemar Sejr til fange og først sætte ham fri, når han fik sine områder tilbage. Det gik Valdemar ind på, og Adolf kunne atter kaldes greve af Holsten. Kort tid efter sluttede han fred med Valdemar, og giftede endda sin datter bort til hans søn, Abel.
Hundrede år senere lykkes det Grev Gerhard 3. af Holsten (også kaldet "Den Kullede Greve" på grund af sin skaldethed) at blive pantherre i Jylland og Fyn. Han fik også hurtigt indsat sin søstersøn Valdemar 3. som konge, mod at Valdemar afstod Slesvig til Grev Gerhard. Valdemar var dog kun konge i seks år, før han abdicerede og Gerhard gav ham Slesvig tilbage. Gerhard var dog stadig allieret med Valdemar, og han fortsatte med at være pantherre under Den kongeløse tid, indtil han blev myrdet i 1340 af Niels Ebbesen på grund af oprør mod pantherrerne bladt jyderne.
Adolf 8. af Holsten fik ved Christoffer af Bayerns død tilbudt den danske trone, han sagde nej, men pegede i stedet på sin søstersøn Christian. Christian blev dansk konge, og blev senere valgt til Slesvigsk hertug og Hostensk greve.
I 1474 ophøjede den tysk-romerske kejser Holsten til hertugdømme, og Christian 1. kaldte sig herefter "Hertug af Holsten". Hans ældste søn Hans gjorde han til tronfølger, og hans næstældste søn Frederik gjorde han til hertug af Slesvig-Holsten-Gottorp. Ved Christian 2.s afsættelse blev Frederik konge af Danmark og afstod derfor sin Gottorpske titel, som han til gengæld gav videre til sin søn, Adolf af Slesvig-Holsten-Gottorp, men hans anden søn Hans den Yngre fik titlen "Hertug af Slesvig-Holsten-Sønderborg og Slesvig-Holsten-Plön" (Titlen blev senere delt mellem 5 af hans sønner. Det er denne slægt Christian 9. nedstammede fra). Christian 3. besluttede derefter at hertugdømmerne skulle deles i en kongelig, hertugelig og sønderborgsk del. Den kongelige del skulle tilhøre den danske kongeslægt, den hertugelige del skulle tildeles hertuger af Gottorp og den sønderborgske del skulle gives til hertuger af Sønderborg.
Der kom uenigheder mellem danskerne og Holstenerne, da folkestyret skulle indføres. Der var planlagt en fællesforfatning for Danmark og hertugdømmerne i form af grundloven (der var ingen, der rigtig vidste, hvem den var gældende for), men Holstenerne ville hellere have deres egen lov. Det førte til oprør, og Treårskrigen brød ud. Preussen var også involveret i krigen, men danskerne fik dem til at trække sig ud af krigen, og vandt en en stor sejr over oprørerne. Men få år efter startede 2. Slesvigske Krig, og denne gang vandt Preussen krigen, og hertugdømmerne blev indlemmet i Preussen i 1864.
Danske konger fortsatte dog med at titulere sig "Hertug til Holsten" helt til Margrethe 2.s tronbestigelse i 1972, da titlen var forbeholdt mænd.
Greve til Stormarn / Hertug af Stormarn
Stormarn er et område i det sydlige Holsten, som har været en del af Holsten siden 1200-tallet, og som derfor har været en del af de Holstenske grevers og hertugers titler.
Greve til Oldenborg / Hertug til Oldenborg
Den første greve af Oldenborg var en hvis Egilmar, der var "en mægtig greve i grænseområdet mellem frisere og sachsere" i det 12. århundrede. Egilmars slægt fortsatte med at regere Oldenborg helt op til 1. Verdenskrig.
En af Egilmars efterkommere, Didrik den Lykkelige havde sønnen Christian, som senere blev valg til Konge af Danmark, Norge og Sverige, frasagde sig sit arvekrav til den oldenborgske trone til sin yngre bror Gerhard den Stridbare af Oldenborg. Med dennes sønnesøn Anton Günther af Oldenborg (1603 – 1667) blev Delmenhorst (i 1647) Jeverland (i 1575) og Kniphausen (i 1623) forenet med Oldenborg, men med hans død uddøde slægten, og ifølge en traktat tilfaldt Oldenborg den danske konge Frederik 3.
1. juni 1773 blev der indgået en aftale mellem Russiske Kejserrige og Danske Monarki, ved navn Traktaten i Zarskoje Selo. Ifølge den byttede de to riger Oldenborg og Delmenhorst med Den Gottropske Del af Holsten, hvorved den danske konge regerede hele Holsten. Den svenske konge var dog også en del af den Gottorpske slægt, og følte sig tilsidesat. Imidlertid overtog Paul 1. af Rusland alligevel Oldenborg og Delmenhorst, men overlod dem samme år til sin farfars fætter Fredrik August, fyrstbiskop af Lübeck, som var af den yngre gottorpske linje, og i 1777 ophøjede den tysk-romerske kejser Josef 2. Oldenborg til Hertugdømme. (Hans bror, Adolf Fredrik, var blevet svensk konge i 1751). Da hans søn Peter Fredrik Vilhelm var sindssvag, blev regeringen under hans levetid styret af hans fætter, Peter Fredrik Ludvig, biskop og fra 1803 fyrste af Lübeck. I 1803 tillagdes Oldenborg en del af det sekulariserede bispedømmet Münster. 1814 ophøjedes hertugdømmet Oldenborg til storhertugdømme.
Oldenborg blev aldrig igen en del af Danmark, men danske konger fortsatte med at titulere sig "Hertug af Oldenborg" til Margrethe 2.s tronbestigelse i 1972.
Hertug til Ditmarsken
Ditmarsken var i gamle dage en slags fri "Bonderepublik" med frie bønder, som ikke var underlagt herremænd. Men da den tysk-romerske kejser gjorde Holsten til hertugdømme under den danske konge, protesterede ditmarskerne. I år 1500 angreb Hans af Danmark bonderepublikken Ditmarsken, men Hans tabte ved Slaget ved Hemmingstedt. I 1559 blev der indledet et felttog mod ditmarsken af Frederik 2. af Danmark og de holstenske hertuger Adolf og Johann. Ditmarskerne led nederlag, og landskabet blev delt imellem kongen og holstenerne, således at kongen fik den sydlige del og holstenerne den nordlige del. I 1773 tilfaldt også den nordlige del af Ditmarsken den danske konge, som derefter var hertug i hele Holsten.
Derefter fortsatte Ditmarsken med at være en del af Det Danske Monarki indtil 2. Slesvigske krig, hvor Ditmarsken, sammen med de andre nordtyske besiddelser, blev overgivet til Holsten i 1864.
Danske konger fortsatte med at titulere sig "Hertug af Ditmarsken" indtil Margrethe 2.s tronbestigelse i 1972.
Fyrste af Rügen
Ved Freden i Kiel i 1814, hvor den danske-norske konge Frederik 6. afstod Norge til den svenske konge, gav svenskerne ham Rügen og dele af Svensk Vorpommern i bytte, og han ville kunne have tituleret sig "Fyrste af Rügen". Denne titel er imidlertid aldrig brugt, og året efter byttede han områderne til Det Tyske Forbund i bytte for Lauenborg.
Hertug af Lauenborg
Ved Wienerkongressen i 1815 ville Sverige og England egentlig dele Danmark, men kong Frederik 6. overtalte dem til at bytte det nyerhvervede Rügen og Svensk Vorpommern for Lauenburg, som havde en bedre placering i forhold til resten af Danmark. Den danske konge titulerede sig herefter "Hertug af Lauenborg".
Lauenborg blev dog tabt til det Tyske Kejserrige i 1864, men danske konger fortsatte med at titulere sig "Hertug af Lauenborg" indtil Margrethe 2. besteg tronen i 1972.